# BMPR2
BMPR2 is een afkorting van Bone morphogenetic protein receptor type II. Het is een receptor van Bone morphogenetic proteins (BMP). 
BMP's spelen een rol in belangrijke cellulaire processen zoals celgroei en celdifferentiatie en botvorming (ossificatie) Het BMP-receptorpad begint met binding van BMP aan de BMPR2-receptor. Daardoor ontstaat fosforylering van de BMPR1-receptor.
Een mutatie in het BMPR2-gen die zorgt voor verlies van de functie van het eiwit is geassocieerd met pulmonale arteriële hypertensie. BMPR2 remt onder meer de aanmaak van de gladde spiercellen van de vaatwand. De hypothese is dat inactivering van dit eiwit zorgt voor een toegenomen ontwikkeling van het gladde spierweefsel van de vaatwand, wat resulteert in een nauwere diameter van de (long)vaten, toename van de parallelle vaatweerstand en verhoogde druk in het longvaatbed.